# Haus Steinbach
Das Haus Steinbach, auch Lüttiches Haus, ist ein Weinguts-Anwesen im Radebeuler Stadtteil Oberlößnitz, in der Bennostraße 41. Das bereits seit mindestens 1973 denkmalgeschützte Anwesen besteht aus einem älteren Winzerhaus nebst zwei Nebengebäuden und einer etwas jüngeren landhausartigen Villa in einem Park mit altem Baumbestand, dazu ein Weingarten. Das Anwesen liegt auf einem alten Weinbergsgrundstück unterhalb der Lößnitz-Steilhänge, unmittelbar westlich von Haus Sorgenfrei. Im Dehio-Handbuch von 1996 hat Haus Steinbach einen eigenen Absatz.

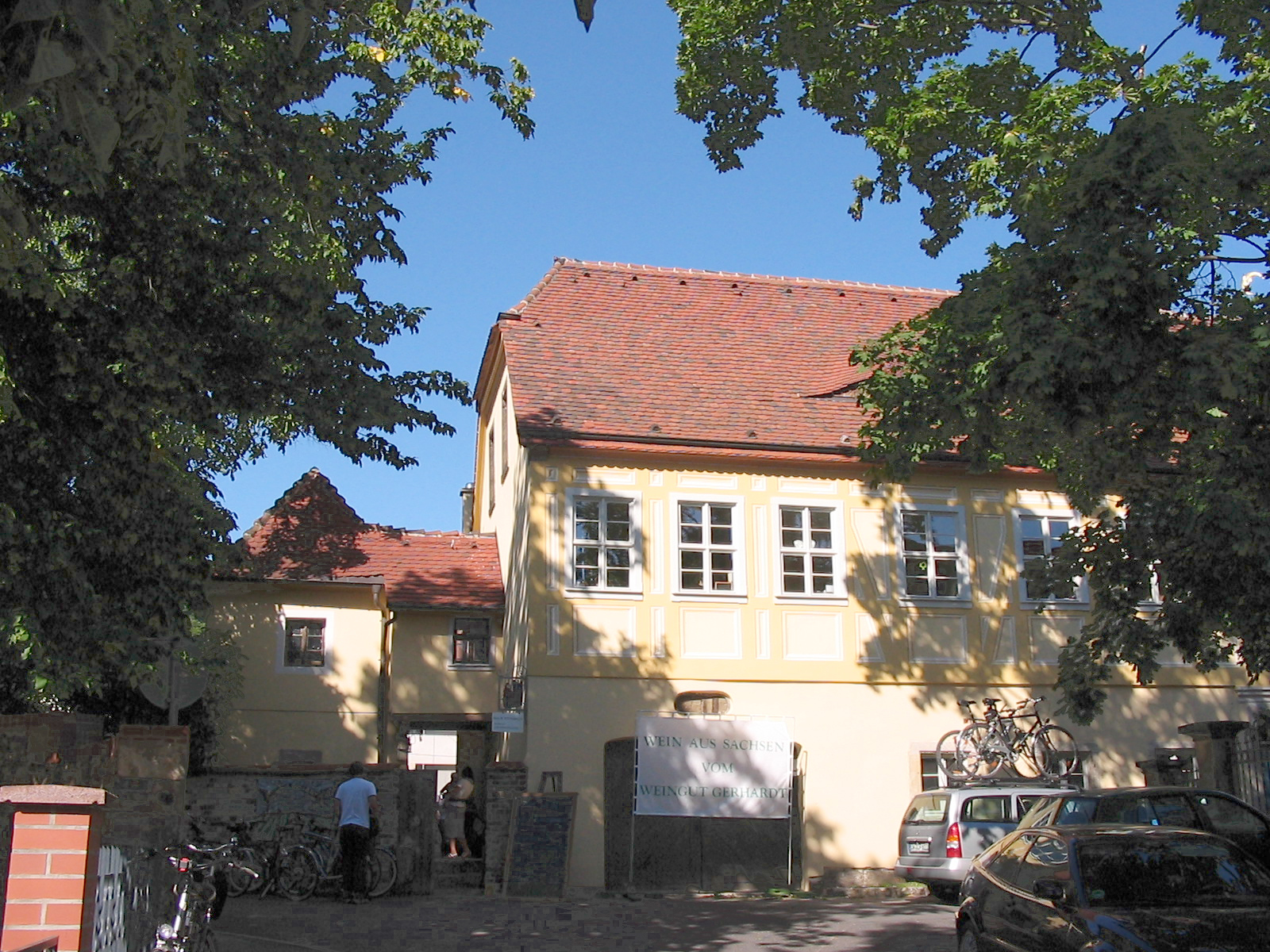
Weinbergshaus Haus Steinbach mit westlichem Nebengebäude (Gesindehaus)

In der Villa war vor seiner Schließung 1980 das Hauptmann-Archiv Radebeul untergebracht. Heute befindet sich dort das Weingut Haus Steinbach von Volker Gerhardt, das zur Lage Radebeuler Goldener Wagen gehört.

## Beschreibung

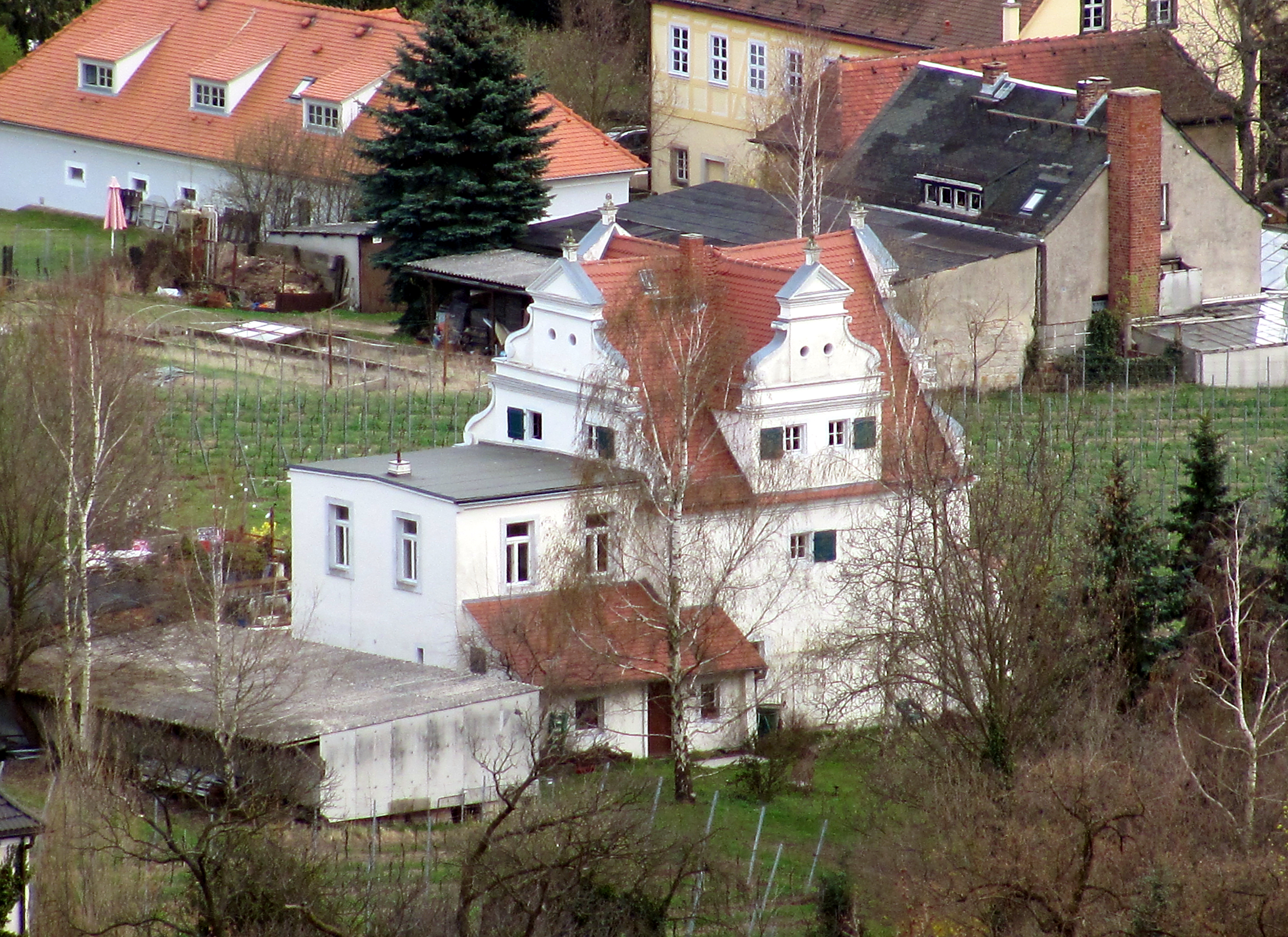
Bennoschlösschen, Blick vom Spitzhaus. Oben rechts die Rückseite von Haus Steinbach, davor quer das ziegelgedeckte Nebengebäude; links das bläuliche Kutscherhaus

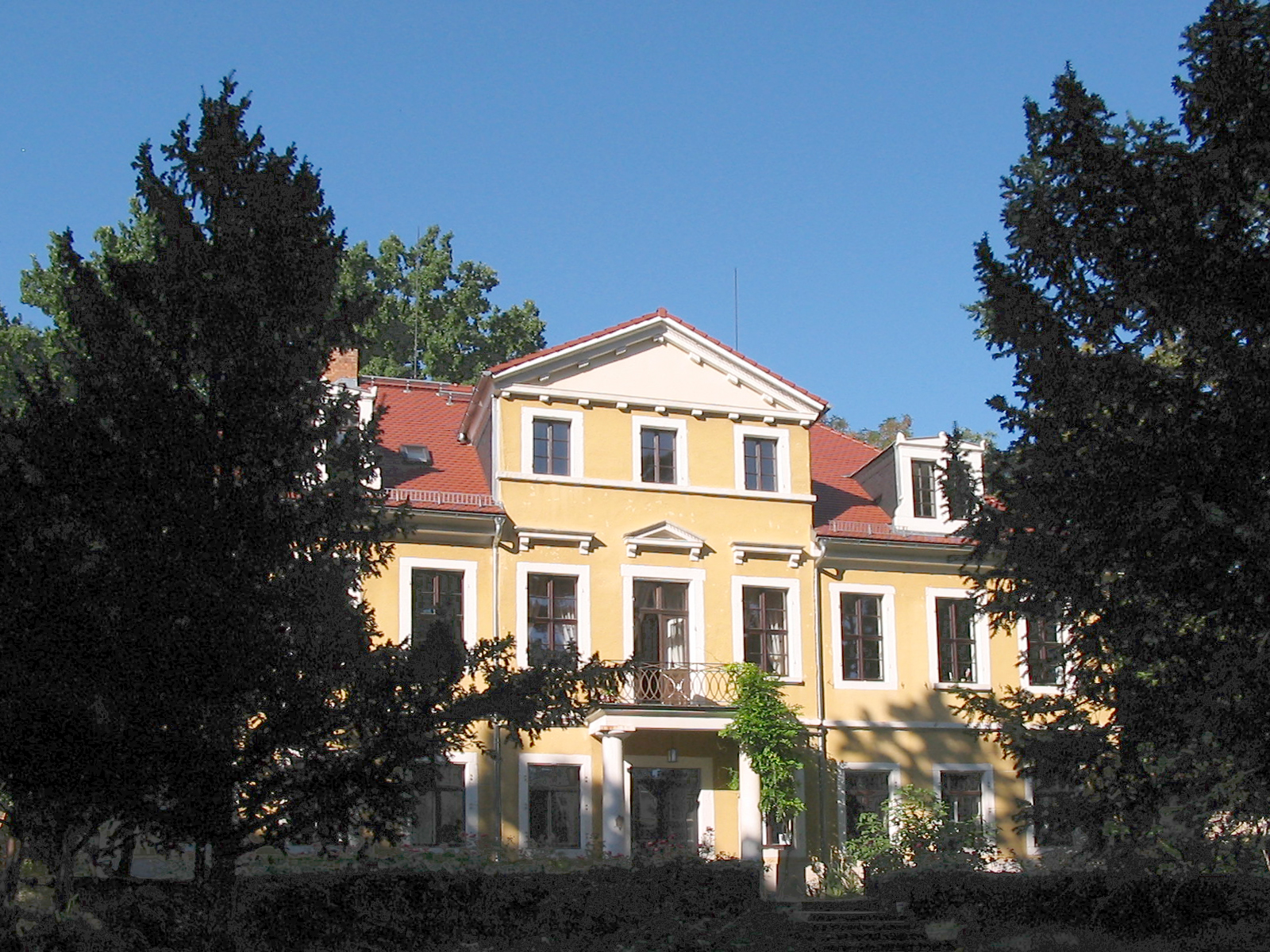
Villa Steinbach von Süden

Das gesamte, im Norden bis an die Weinbergstraße reichende Anwesen, bestehend aus Park um die Villa sowie dem im Norden liegenden Weingarten, ist als Werk der Landschafts- und Gartengestaltung eingestuft. Die denkmalgeschützten Grünflächen liegen im Denkmalschutzgebiet Historische Weinberglandschaft Radebeul; sie gehen im Süden in den denkmalgeschützten Garten der Villa Sommer über, im Osten in den ebensolchen Park von Haus Sorgenfrei.

### Haus Steinbach
Das zweigeschossige, geputzte Winzerhaus (Haus Steinbach) mit Krüppelwalmdach und neun Fensterachsen hat ein massives Erdgeschoss sowie ein geputztes Fachwerk-Obergeschoss, auf dem eine illusionistische Fassadenmalerei wiederhergestellt wurde. Die östlichen sechs Fensterachsen des Kernbaus stammen aus der Zeit vor 1745. Das große Tor mit der Durchfahrt sowie den darüberliegenden drei Fensterachsen wurde um 1800 als Verlängerung des Winzerhauses angebaut; dazu kam ein hochgesetzter Übergang zu dem kleinen, schmalen Nebengebäude aus dem 18. Jahrhundert (Gesindehaus), sodass sich ein überdachter Durchgang in den dahinterliegenden Wirtschaftshof ergab.

### Nebengebäude
Im Hof steht parallel zum Winzerhaus das ehemalige eingeschossige Kutscherhaus, in dem sich heute im Dachgeschoss drei Ferienwohnungen befinden, während ebenerdig die Weinpresse steht und auch die Weinbaugerätschaften untergebracht sind.

### Villa Steinbach
Im Ostteil des Grundstücks steht die zweigeschossige klassizistische Villa Steinbach. Die symmetrische Ansicht des geputzten, siebenachsigen Gebäudes trägt in der Mitte einen Risaliten mit Dreiecksgiebel sowie zentral über der Tür einen Altan mit zwei dorisierenden Säulen. Das Türgewände des Haupteingangs wird durch Festons geschmückt, die Dachgauben tragen Akrotere. Das Vestibül und das Treppenhaus zeigen eine ornamentale Ausmalung aus der Mitte des 19. Jahrhunderts. Das als Villa Zembsch wohl um 1835 vom Baumeister Christian Gottlieb Ziller (1833–35 vom Amtszimmermeister Traugott Große) errichtete Wohnhaus gilt als eine der frühesten Villen der Lößnitzortschaften.

## Geschichte

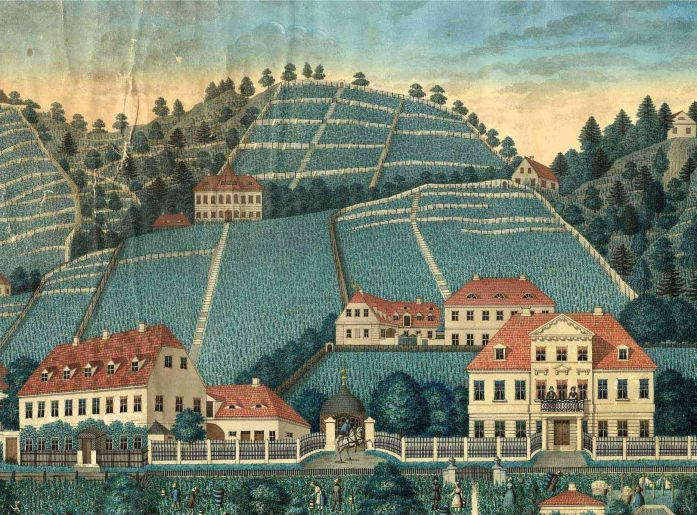
„Friedrichshöhe in Oberlößnitz“. Stich vom Weinguts-Anwesen des Kaufmanns Zembsch, li. das Winzerhaus, re. das Herrenhaus, davor verläuft noch die Straße. In der Bildmitte li.: Haus in der Sonne. Vor 1898

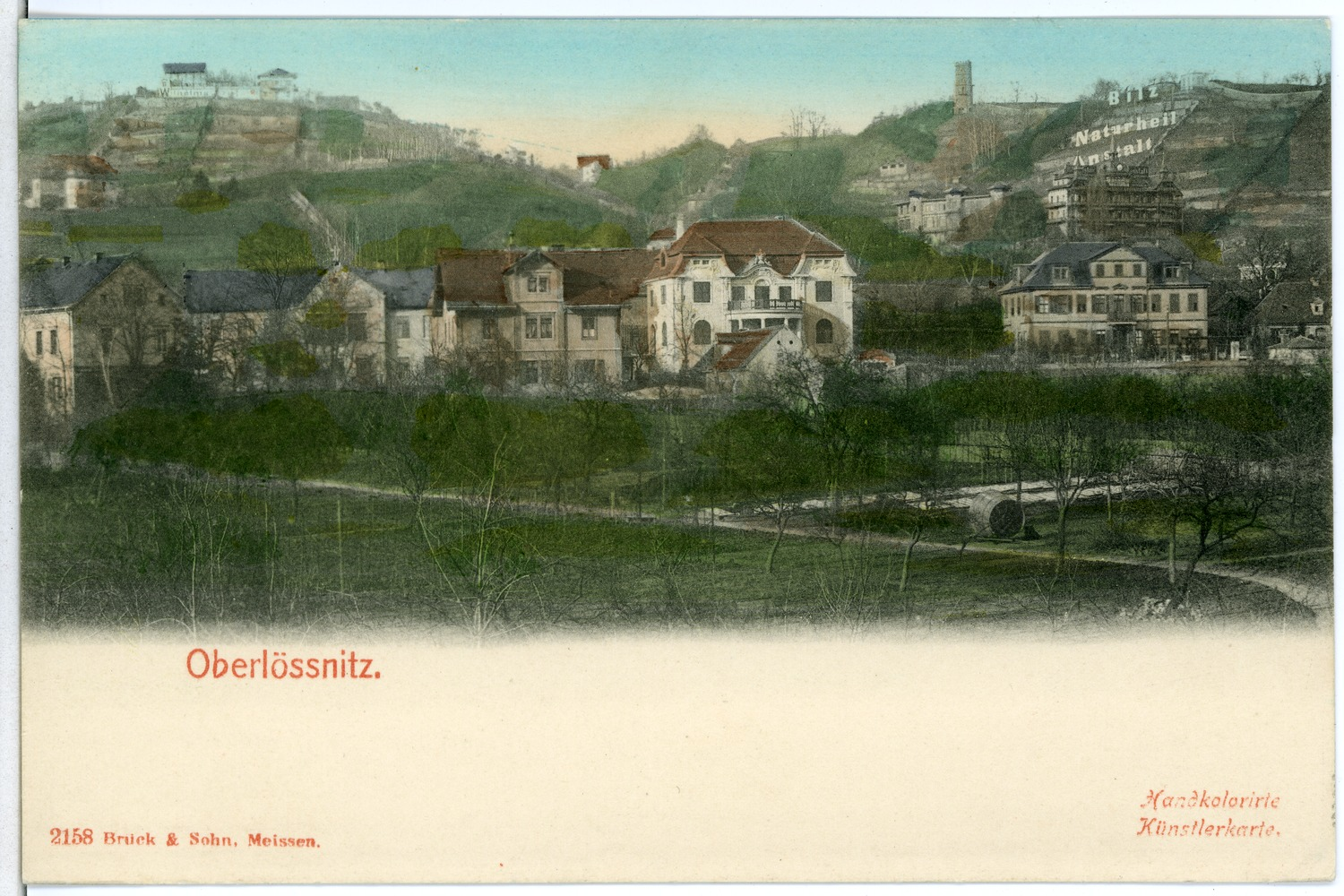
Villa Sommer vor Haus Steinbach links und Villa Steinbach rechts (1901). Links oben Haus in der Sonne und Wilhelmshöhe, rechts oben Bilz-Sanatorium und Mäuseturm

Das erste Weinbergsgebäude entstand vermutlich um 1650 auf diesem Weinberg, aus welcher Zeit sich noch eine kleine Kellertonne unter dem östlichen Teil des Gebäudes befindet. Auf einer Karte von Hans August Nienborg aus dem Jahr 1715 ist dort bereits ein ansehnliches Weingut eingezeichnet. Das dem Dresdner Maternihospital gehörende Anwesen erwarb 1745 der Hofposamentierer Salomon Hesse, der das bestehende Winzerhaus zu einem Herrenhaus „mit zwei Stockwerken und drei Rauchfängen“ ausbaute. Er ließ auch die größere Kellertonne an den kleineren Keller anbauen.
Im Jahr 1830 ging das Anwesen in den Besitz des Kaufmanns Friedrich Zembsch über. Dieser baute zwischen den Gebäuden seiner Weingutsanlage und den im Osten liegenden Gebäuden von Haus Sorgenfrei als neues Herrenhaus die nach ihm benannte Villa Zembsch, heute Villa Steinbach. Auch das Kutscherhaus ist von ihm. Auf Betreiben Zembsch' und v. Gregorys vom Haus Sorgenfrei wurde später die damals noch bis zum Straken an den beiden Anwesen vorbeiführende Bennostraße am Weingut von Zembsch beendet und nach Süden über die bestehende Gasse direkt mit dem Augustusweg verbunden. Somit waren die herrschaftlichen Gebäude nicht mehr direkt einsehbar. Um 1880 besaß das Gut der Dresdner Graf von Balleströms, der auch auf Gut Plawniowitz in Oberschlesien saß, wo sich seine Familie zwischen 1882 und 1885 ein Neorenaissanceschloss errichtete. Balleströms hatte auf dem Gut den Winzer Carl Damme sitzen, der sich darum kümmerte und auch bei Besitzerwechseln bis hin zu Steinbach auf dem Anwesen blieb.
Wohl 1883 bewohnte der aus Trier zuziehende Dirigent Albert Fuchs das Anwesen, um dort „seine kompositorischen Pläne zu verwirklichen.“ Um 1889 erwarb Fuchs das Konservatorium in Wiesbaden und zog weg.
Ab spätestens 1889 war das Anwesen im Besitz des Juristen und Legationsrats Rudolf Curt Steinbach (1828–1905), nach dem es benannt ist. Steinbach stiftete 1905 ein nahegelegenes Grundstück für den Bau einer Schule (Steinbachhaus des Lößnitzgymnasiums). Der folgende Besitzer, sein Neffe Rudolf Steinbach, war 1939 außerordentlicher Gesandter und bevollmächtigter Minister z. D. Dieser nahm jedoch an dem ererbten Weinbergshaus nur noch geringe Arbeiten vor, so dass es dort 1932 durch Verschiebung des Dachstuhls zum Einsturz des Westgiebels kam.
Von 1961 bis 1980 befand sich in der Villa Steinbach das Hauptmann-Archiv Radebeul, das 1982 nach Erkner in das dortige Gerhart-Hauptmann-Museum in der Villa Lassen überführt wurde.

## Weingut Haus Steinbach
Nach dem Wiederaufbau konnten grundlegende Sanierungsmaßnahmen in den 2000er Jahren vorgenommen werden. Volker Gerhardt, der vormalige Eigentümer des dortigen Weinguts Haus Steinbach, betrieb 2012 seit etwa 30 Jahren „umweltschonenden Weinbau“, in seiner Familie wurde das 1,2 Hektar große Weingut seit über 40 Jahren bewirtschaftet. Im Jahr 2021 betreibt Lutz Gerhardt als dritte Generation das Weingut.
Die angebauten Rebsorten sind Weißburgunder, Grauburgunder, Kerner, Traminer und Spätburgunder.
In der Weinguts-Besprechung im Gault-Millau 2017 wurde die Mineralität der aus der hinter dem Haus liegenden Syenit-Steillage stammenden Weine angemerkt. Die höchste Bewertung bekam der 2012er Traminer Sächsischer Landwein mit 87 Punkten, „der als Paradebeispiel für diese Sorte in Sachsen gelten kann.“